# Casi el paraíso (novela)
Casi el paraíso es una novela del escritor mexicano Luis Spota, publicada en 1956. Aborda el retrato de una clase social que esconde su mediocridad detrás del lujo y el poder. Es una crítica social representada a través de intriga continua, diálogo vertiginoso, personajes llenos de vida, lenguaje natural y desinhibido. 
La novela presenta un escenario muy dinámico en el que en un capítulo se relata la vida del niño italiano Amadeo Pádula y al siguiente se plantea la historia del príncipe Ugo Conti, personalidades totalmente distintas que en un punto de la novela desembocan en un mismo personaje interactuando en realidades distintas. Cabe destacar que la novela tiene su secuela titulada Paraíso 25. 
En la contraportada del libro, la socióloga Sara Sefchovich dice que “Casi el paraíso, de 1956, consagró a Luis Spota como novelista, porque en ella supo retratar una situación real y candente del momento histórico: una burguesía rica y rastacuera, del México que crecía y se modernizaba después de la Revolución, pero que no por eso terminaba con sus prácticas tradicionales: el robo, la traición, el asesinato”.

## Argumento
Casi el paraíso comienza narrando al príncipe Ugo Conti, fastidiado por la compañía de Liz Avrell, mujer mayor que él y que vive día a día con el miedo de que el príncipe la deje, siendo su peor enemigo la duda. Él busca la manera de alejarse y distraerse un rato y comienza a asistir a fiestas a las que lo invitan. Al príncipe comienza a gustarle el estar lejos de la Señorita Avrell, que tanto le hastiaba, y empieza a disfrutar un ambiente de halagos y reverencias que la gente hace por conocerlo. 
A continuación, la historia presenta al niño Amadeo Pádula, hijo de una prostituta italiana llamada Dominica, quien lo sacaba de la casa por las noches cuando tenía que prostituirse. Desde pequeño Amadeo genera la simpatía de todos quienes lo trataron; no obstante, tiende con frecuencia enredarse en problemas, ya sea en el incidente en el que se involucra con una prostituta que lleva a su madre a actuar furibunda y terminar en la cárcel o en actos delictivos que terminarían por marcar su vida.
Un momento clave en la historia es cuando el joven Amadeo conoce al conde Francesco de Astis, quien le transmite sus enseñanzas y comienza la transición de Amadeo a un príncipe que se encamina a la Ciudad de México, donde conoce a Liz Avrell, una millonaria norteamericana. Sin embargo, la fortuna que buscaba Ugo Conti de Liz Avrell parecía cada vez alejarse más y decide marcharse de manera áspera, en búsqueda de nuevas oportunidades. En este nuevo camino es como conoce a la familia Rondia y se interesa por Teresa, la hija del adinerado Alonso Rondia, quien se maravilla con todas las historias del príncipe y pone a su disposición su dinero, amistades, posición, etc. 
Pronto, las acciones de Ugo Conti repercutirían en sus planes, pues la venganza de una mujer despechada como la señorita Avrell en ese momento podría arruinar todo por lo que él había trabajado. Una llamada en la que se ve inmiscuida la policía migratoria terminaría por derrumbar los preparativos de la boda. Alonso Rondia, buscando interceder en el bien de su futuro yerno ante un funcionario de migración, se entera de la verdadera identidad del "príncipe Ugo Conti”. La imagen falsa que había creado con tanto cuidado Amadeo Pádula se derrumba, llevando la historia a su fin.

## Personajes
(Por orden de aparición)
- Ugo Conti
- Amadeo Pádula
- Liz Avrell
- Francisco “Conde” de Astis
- Frida von Becker
- Alonso Rondia
- Teresa Rondia
- Dominica
- Pascualino
- Carmen
- Nina
- Sir Malcom
- Rosalba
- “Martucha”
- María
- Eugenia
- Serges

## Controversias
Casi el paraíso plantea situaciones nada alejadas de la realidad: engaños, política, idolatría, odio y amor; pero la historia gira principalmente en torno al engaño, un engaño originado a partir del reencuentro entre Francesco y Amadeo, cuando el conde de Astis le revela su secreto a al pequeño niño italiano, quien no creía ni una palabra de lo que quien se volvería su mentor le decía. El conde aseguraba que no hacía falta ser de la nobleza: “Lo que cuenta es actuar como uno de ellos”. Genera incredulidad cómo puede la gente engañar a los demás, a una sociedad entera a partir de una falsa para ser un “vividor profesional”. Se narra una historia en la que falsos condes y príncipes roban a la gente que ingenuamente se desvive por ellos, los admiran y los idolatran. 
El libro de Luis Spota genera controversia al introducir una sociedad mexicana benefactora de la Revolución de 1910 en la que el poder económico del pueblo no podía ocultar la ignorancia de la sociedad y sus ansias de una vida aristócrata. El protagonista de la obra, el príncipe Ugo Conti, descubre estas carencias y se aprovecha de ellas a partir de ostentar un título nobiliario inexistente para hacer despertar a sus adoradores una ilusión de la aristocracia y nobleza, que tanto ansía e idolatra la clase pudiente del país.
En Casi el paraíso se vive un México materialista en el cual quien tiene el dinero y el poder son muy importante; sin embargo, la sociedad responde a los mandatos y caprichos del falso príncipe porque este les hace creer que todo aquello que idolatran lo posee. Así, Luis Spota muestra al lector la escasa capacidad de discernimiento entre la verdad y la mentira de la sociedad mexicana y su búsqueda de una posición encumbrada.

## Secuela
Esta novela tiene su secuela en Paraíso 25, que narra el regreso del estafador Italiano a México (ahora con un título verdadero, otro nombre y en calidad de entrepeneur y promotor internacional de negocios), décadas después de los sucesos narrados en Casi el paraíso.